# 孫秀 (孫呉)
孫 秀（そん しゅう、? - 301年）は、中国三国時代から西晋にかけての軍人。呉の皇族。字は彦才。祖父は孫匡。父は孫泰。子は孫倹。曾孫は孫晷。妻は蒯氏（蒯良の孫）。

## 経歴
前将軍として、魏との最前線である夏口を守っていた。皇族の中でも人望が厚く、将軍として軍部内における影響力も強かったため、元興元年（264年）に即位した又従兄弟の孫晧から疑われ、後に誅殺されかけたために、建衡2年（270年）に一族を引き連れて西晋へ亡命した。
西晋の司馬炎（武帝）は孫秀を手厚く迎え、驃騎将軍に任命し俸禄まで与えた上、妻の母方の従妹の蒯氏を娶らせた。咸寧6年（280年）、呉が晋に滅ぼされると、孫秀は「元宗（孫晧）は、なんという暗君か」「あぁ天よ、これは誰の罪か」と大いに嘆いた。
呉の滅亡と同時に伏波将軍に降格されたが、将軍府の権限は引き続き許された。しかし、江南からの降伏者である孫秀に江北の者たちが仕えようとしなかったため、同じ江南から人材を求めるしかなかった。孫秀の部下になった人物の一人に陶侃がいる。
元康6年（296年）、反乱を起こした斉万年の討伐に参加した周処は、上官や同僚に憎まれていた。周処に老母の介護を口実に、出征を辞退するよう勧めた人物として、伏波将軍の孫秀が挙がっている。しかし周処は忠告に従わず、果たして上官である司馬肜によって死に追いやられた。
永寧元年（301年）に亡くなり、改めて驃騎将軍を追贈された。
趙王司馬倫の側近に同姓同名の人物がおり、こちらは司馬倫が実権を握った際に驃騎将軍に任命されている。

## 逸話
孫秀夫妻は夫婦仲が良かったという。しかしただ一度、蒯氏は孫秀に「狢の仔め」と罵った事があった。孫秀はそれから暫く怒り、彼女を避けて取り合わなかった。その後、妻は後悔し司馬炎に夫婦仲直りの助けを求めた。後日、司馬炎は宮中に百官を招集した時、終了後に単独で彼だけを残し「私は先日大赦を実行した。そなたは蒯夫人を許すことができるか？」と諭した。このため孫秀は反省し、脱帽して妻に謝った。夫妻は仲直りができ、夫婦仲が更に睦まじくなったという（『世説新語』）。